# Nikołaj Zaremba
Nikołaj Iwanowicz Zaremba, ros. Никола́й Ива́нович Заре́мба (ur. 3 czerwca?/15 czerwca 1821 w majątku Ozupino w guberni witebskiej, zm. 27 marca?/8 kwietnia 1879 w Petersburgu) – rosyjski kompozytor i pedagog muzyczny.

## Życiorys
Urodził się w polskiej szlacheckiej rodzinie wyznania ewangelicko-reformowanego (kalwińskiego).
Uczył się gry na fortepianie u Antona Herkego, następnie wyjechał do Berlina, gdzie był uczniem Adolfa Bernharda Marxa. Studiował także na Uniwersytecie Petersburskim, od 1854 roku prowadził chór przy luterańskim kościele świętych Piotra i Pawła w Petersburgu. Od 1859 roku był członkiem Rosyjskiego Towarzystwa Muzycznego. Po utworzeniu w 1862 roku Konserwatorium Petersburskiego objął w nim posadę wykładowcy kompozycji, a w latach 1867–1871 pełnił funkcję jego dyrektora. Do jego uczniów należeli Piotr Czajkowski, Nikołaj Hubert i Wasilij Safonow. W 1871 roku ze względu na problemy zdrowotne wycofał się z działalności pedagogicznej i wyjechał do zachodniej Europy. W 1878 roku wrócił do Petersburga, gdzie niedługo potem zmarł. Przed śmiercią zdążył jeszcze skomponować oratorium Ioann Kriestitiel.
Zasługą Zaremby jest wprowadzenie do szerszego obiegu rosyjskojęzycznej terminologii muzykologicznej, która zastąpiła wcześniej używane zapożyczenia z języka niemieckiego. Był muzycznym konserwatystą, co przejawiało się m.in. w oparciu zasad harmoniki o dawne skale kościelne. Taka postawa twórcza była krytykowana m.in. przez Modesta Musorgskiego, który wyśmiewał Zarembę w swoim muzycznym pamflecie Rajok (1870).